# Rudi Stephan
Rudolf „Rudi“ Stephan (29. července 1887 Worms – 29. září 1915 Velykyj Chodačkiv u Ternopilu) byl německý hudební skladatel.

## Život

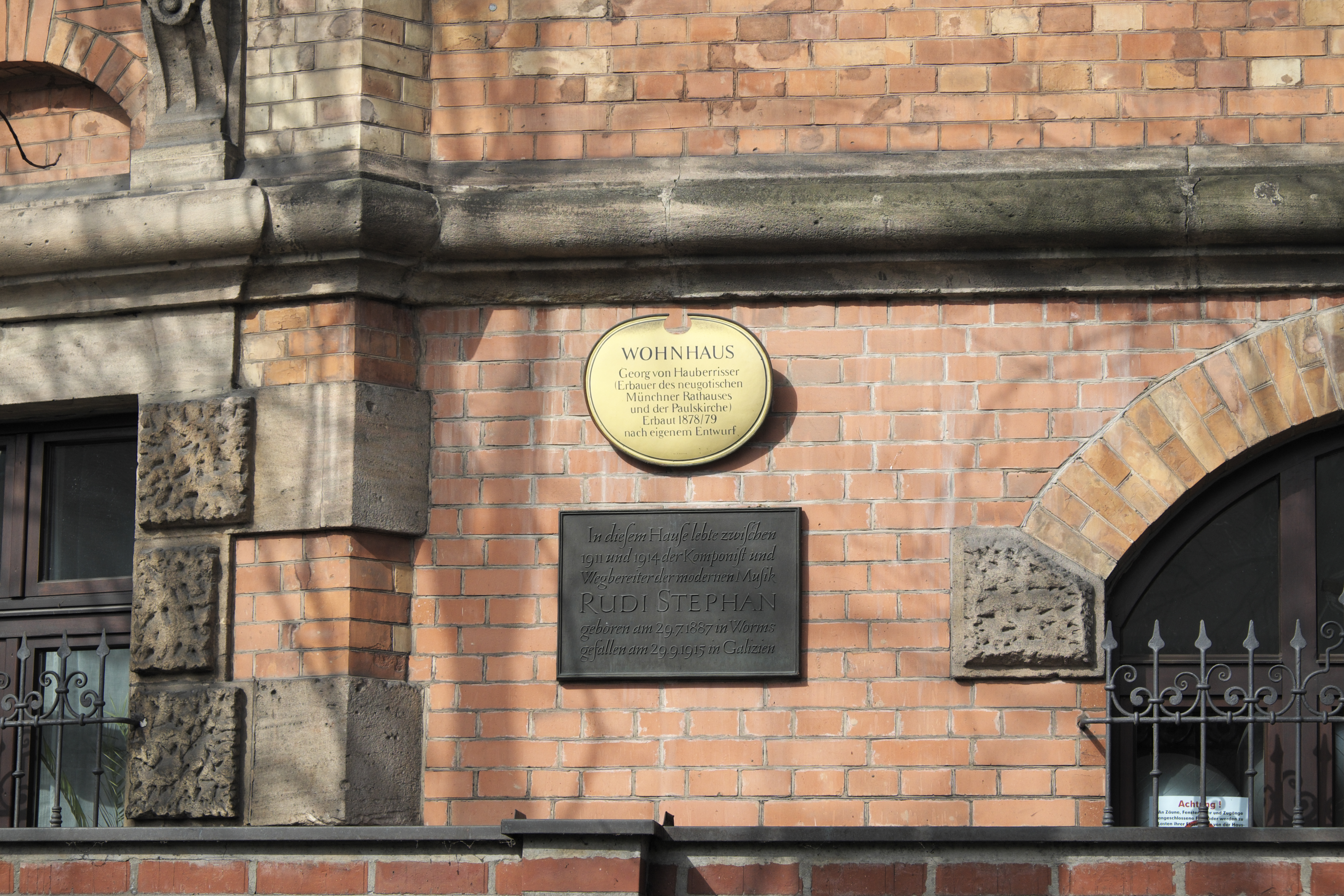
Mnichov-Schwanthalerhöhe Schwanthalerstraße 106 454

Rudolf Stephan byl jednou z největších německých skladatelských nadějí své generace. Vyrůstal ve Wormsu jako syn zámožné právnické rodiny, jeho otec Karl Stephan byl právník a hesenský zemský politik. Jeho děd pocházel z Heßlochu v předrýnském Hesensku. Rudolf Stephan studoval kompozici u Bernarda Seklese na Konzervatoři dr. Hocha ve Frankfurtu nad Mohanem a u Rudolfa Luise v Mnichově. Poté žil až do roku 1914 v Mnichově, kde už 1911 představil své skladby. Padl v první světové válce u vesnice Velykyj Chodačkiv západně od Ternopilu ve věku 28 let. O okolnostech jeho smrti panují rozporuplné informace: zemřel jako pozorovatel při palbě ostřelovačů, nebo v záchvatu šílenství opustil kryt.

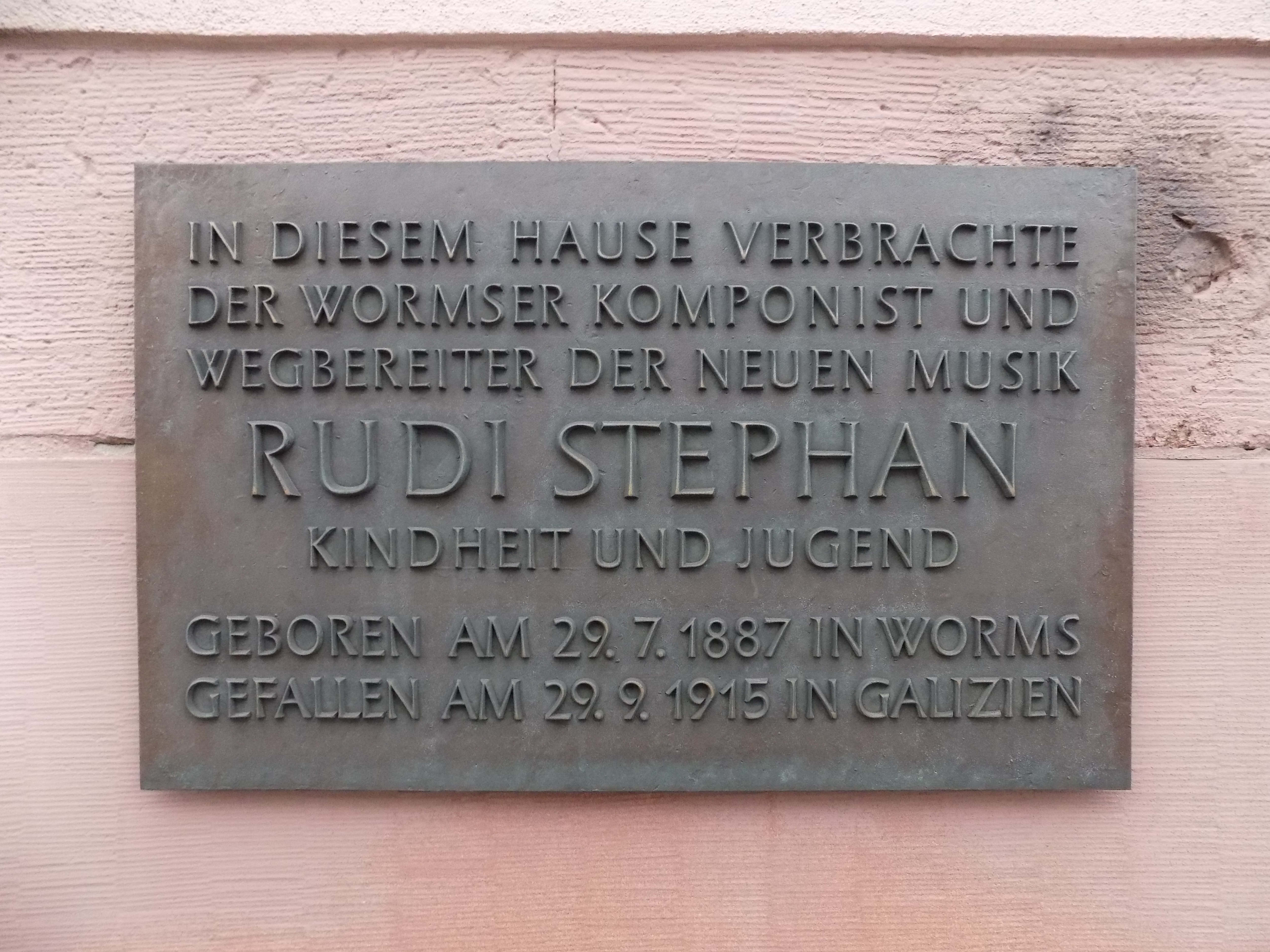
Deska připomínající dům narození Rudolfa Stpehana ve Wormsu, dnes Adlerapotheke

Kvůli své předčasné smrti nemohl uvést mnoho děl, ale už za svého života byl považován za jednoho z nejtalentovanějších německých hudebních skladatelů své generace. Poprvé na sebe upozornil na koncertě v mnichovské Tonhalle 16. ledna 1911, jenž mu byl umožněn díky značnému finančnímu příspěvku od svého otce. V roce 1915 bylo vydáno jeho největší dílo – opera První lidé (Die ersten Menschen). Stephan byl ve své době váženým skladatelem, jehož díla vycházela u vydavatelství Schott-Verlag. 
Jeho hudba stojí na hranici mezi pozdním romantismem a modernismem a zahrnuje jak starší tradici tonální hudby (Richard Wagner), tak novější impresionistický zvuk a směřování k volné tonalitě, jakou lze nalézt u raného Arnolda Schönberga. Z jeho díla se dochovalo pouze to, co vydalo vydavatelství Schott; po bombardování Wormsu roku 1945, jeho majetek a pozůstalost shořely v ohni.
Rudi Stephan významně přispěl ke stylovému obratu v hudbě, který nastal kolem roku 1910 – hudba již neměla vycizelovanou, kontrolovanou formu odpovídající secesní estetice přelomu 19. a 20. století, ale revoluční: heterogenní, kladoucí důraz na originalitu a výjimečnost. Jeho hudba nevyjadřovala filozofické ani jiné nehudební významy, ani neměla programní účinky. Naopak cílila na vyjádření napětí, výraz, barvu, na hudbu o sobě; proto často pro svá díla používat „neutrální“ označení typu Hudba pro… V jeho hudbě lze sice rozeznat mnohé vlivy starších skladatelů, někdy i velmi bezprostřední, ale není v žádném případě epigonská.

## Dílo

### Orchestrální díla
- (první) Hudba pro orchestr (Musik für Orchester), 1910
- Hudba pro orchestr (Musik für Orchester), 1912
- Hudba pro housle a orchestr (Musik für Geige und Orchester), 1911, upraveno 1913

### Klavírní a komorní hudba
- Pro harmonium (Für Harmonium), srpen 1907
- Groteska pro housle a klavír (Groteske für Geige und Klavier), 1911
- Hudba pro sedm strunných nástrojů (Musik für sieben Saiteninstrumente), 1911[3]

### Opera
- První lidé (Die ersten Menschen) – Opera o dvou dějstvích podle stejnojmenného „erotického mystéria“ od Otty Borngräbera, 1914; posmrtná premiéra se uskutečnila 1. července 1920 ve Frankfurtu nad Mohanem; dirigoval Ludwig Rottenberg[4]

### Zpěv a orchestr
- Kouzlo lásky (Liebeszauber) – Balada pro baryton a orchestr podle Friedricha Hebbela, 1913[5]

### Písně
- Lesní ticho (Waldstille), 1905
- Lesní poledne (Waldnachmittag), 1906
- Na smrt mladé ženy (Auf den Tod einer jungen Frau), 1906
- Půlnoc (Mitternacht), 1907
- Memento vivere, 1907
- „Up de eensame Hallig“ pro hlubší hlas a klavír (Up de eensame Hallig für tiefe Singstimme und Klavier), 1914
- dvě vážné písně pro baryton a klavír:
  - Navečer (Am Abend), 1914
  - Memento vivere, 1913; dřívější verze, viz výše
- šest básní pro zpěv a klavír z písňového cyklu „Píseň chvály chci ti zapět“ (Ich will dir singen ein Hohelied), 1913–1914, vydáno 1921
- sedm písní pro zpěv a klavír, 1913–1914, vydáno 1936

## Připomínka
Po Rudolfu Stephanovi bylo roku 1976 pojmenováno gymnázium ve Wormsu (zal. 1527, do té doby Gymnázium pro klasické jazyky). 